# Madalena de Cleves
Madalena de Cleves (em alemão:  Magdalene von Kleve), também conhecida como Madalena de Jülich-Cleves-Berg (2 de novembro de 1553 – 30 de agosto de 1633) foi a quinta filha do Duque Guilherme, o Rico, de Jülich-Cleves-Berg e da Arquiduquesa Maria de Habsburgo.

## Biografia
Madalena casou em 1579 com o conde palatino João I, o Coxo, Duque de Zweibrücken.
Em 1546 o imperador Carlos V concedera aos Ducados Unidos de Jülich-Cleves-Berg o direito de sucessão feminina. Assim, quando o seu irmão, o Duque João Guilherme, morreu em 1609 sem descendência, qualquer irmão do Duque João Guilherme poderiam ter um papel vital na questão sucessória do importante território do Noroeste alemão. O marido de Madalena, João reivindicou a herança para o Palatinado-Zweibrücken, tal como o Eleitor do Brandemburgo, João Segismundo, que casara com Ana, filha de Maria Leonor (João Segismundo afirmava que o seu contrato de casamento de 1573 lhe atribuía a melhor pretensões). O terceiro pretendente era Filipe Luís do Palatinado-Neuburgo, o marido de outra irmã de Madalena, Ana. Por fim, o Ducado da Saxónia reclamava também Jülich-Cleves-Berg, baseado num acordo que estabelecera com o Imperador.
Uma vez que todos os pretendentes eram membros de coligações Europeias, quer os Habsburgos quer o Reino de França estavam  indiretamente envolvidos, havendo a ameaça de conflitos internacionais: a Guerra da Sucessão de Jülich. Contudo, após a morte do rei Henrique IV de França, o conflito pode ser solucionado, pelo menos provisoriamente, pelo Tratado de Xanten. O território dos Ducados Unidos foi dividido entre o Brandemburgo e o Palatinado-Neuburgo. Entretanto, o marido de Maddalena falecera em 1604 e a sua pretensão fora herdada pelo seu filho mais velho, João II (1584–1635), que não recebeu qualquer compensação pelo Tratado de Xanten.

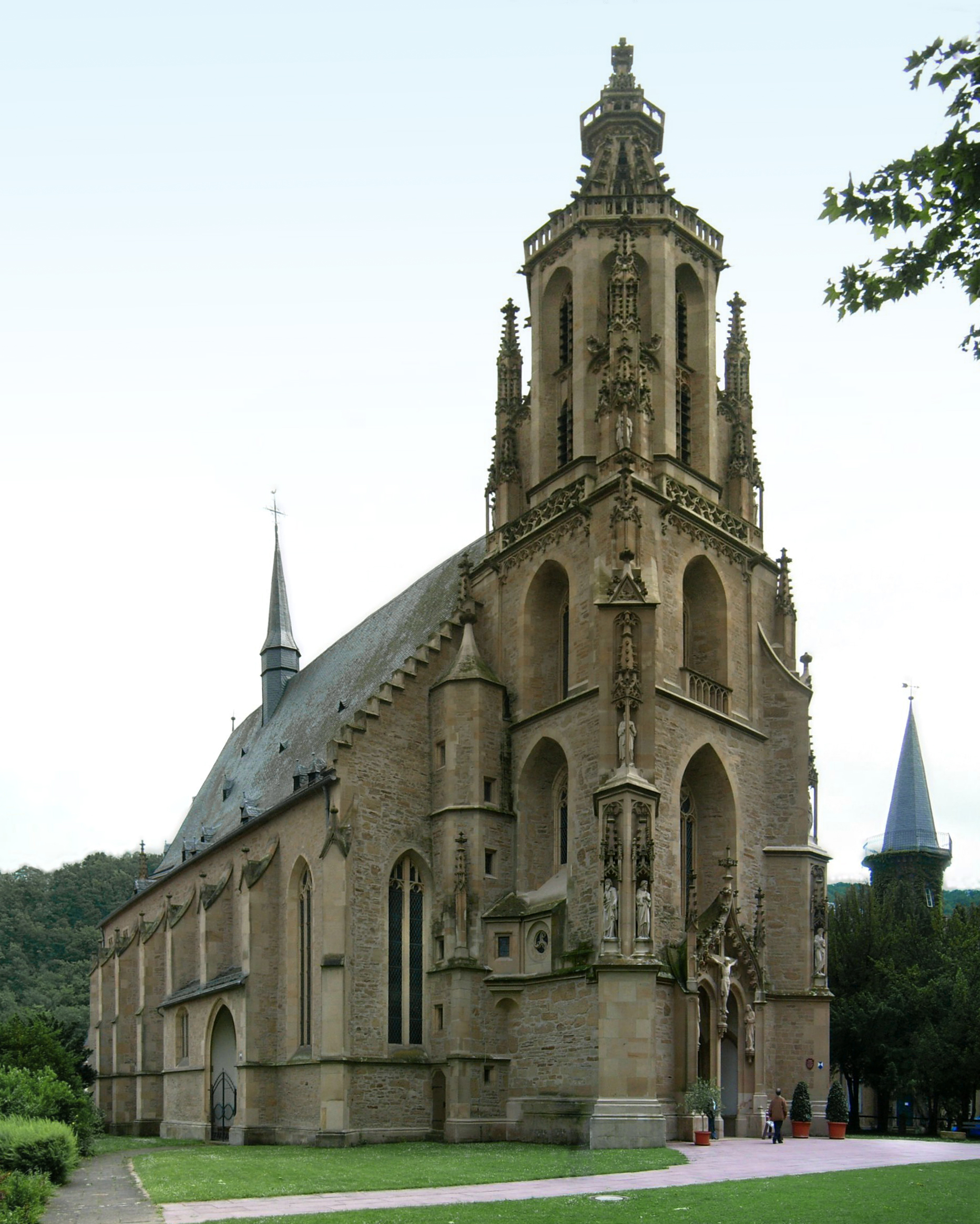
A igreja do Castelo (Schlosskirche) de Meisenheim, onde Madalena está sepultada.

Madalena faleceu em 1633 sendo sepultada na Igreja reformada de Meisenheim.

## Casamento e descendência
Em 1579 casou com João I do Palatinado-Zweibrücken. Deste casamento nasceram os seguintes filhos:
1. Luís Guilherme (Ludwig Wilhelm) (1580-1581);
2. Maria Isabel (Maria Elisabeth) (1581-1637), casou com Jorge Gustavo do Palatinado-Veldenz;
3. Ana Madalena (Anna Magdalena) (1583);
4. João II (Johann) (1584-1635), duque do Palatinado-Zweibrücken;
5. Frederico Casimiro (Friedrich Kasimir), duque do Palatinado-Zweibrücken-Landsberg (1585-1645);
6. João Casimiro (Johann Kasimir) (1589-1652), duque do Palatinado-Zweibrücken-Kleeburg, pai de Carlos X da Suécia;
7. Amália Jacobeia Henriqueta (Amalia Jakobäa Henriette) (1592-1655), casou com o conde Jakob Franz de Pestacalda;
8. Isabel Doroteia (Elisabeth Dorothea) (1593);
9. Ana Catarina (Anna Katharina) (1597).

## A residência de Madalena
Na segunda residência dos duques do Palatinado-Zweibrücken, Meisenheim, Madalena mandou construir uma residência no castelo local, a chamada Magdalenenbau, edificada como a residência de viúva. Apesar de alguns danos, este foi o único edifício do castelo de Meisenheimer que foi preservado. O Landgrave Frederico VI de Hesse-Homburg e sua esposa Isabel, princesa do Reino Unido e do Hanover, escolheram Meisenheim como residência de verão de 1820 a 1829, deixando o conhecido arquiteto e urbanista Georg Moller renovar a Magdalenenbau e expandi-la com uma extensão neo-gótica. Hoje o edifício é conhecido como Casa do Duque Wolfgang (Herzog-Wolfgang-Haus).